# Saint-Julien-Molin-Molette
Saint-Julien-Molin-Molette ist eine französische Gemeinde mit 1.143 Einwohnern (Stand: 1. Januar 2022) im Département Loire in der Region Auvergne-Rhône-Alpes im Kanton Le Pilat (bis 2015: Kanton Bourg-Argental) und Teil des Kommunalverbandes Monts du Pilat. Die Gemeinde gehört zum Regionalen Naturpark Pilat. Die Einwohner werden Piraillons genannt.

## Geographie
Saint-Julien-Molin-Molette liegt etwa 22 Kilometer südöstlich von Saint-Étienne am Flüsschen Ternay. Umgeben wird Saint-Julien-Molin-Molette von den Nachbargemeinden Colombier im Norden und Nordwesten, Saint-Appolinard im Nordosten, Saint-Jacques-d’Atticieux im Osten, Savas im Südosten, Saint-Marcel-lès-Annonay im Süden sowie Bourg-Argental im Westen und Südwesten.

## Bevölkerungsentwicklung
| Jahr                       | 1962 | 1968 | 1975 | 1982 | 1990 | 1999 | 2006 | 2017 |
| Einwohner                  | 1378 | 1285 | 1219 | 1193 | 1067 | 1132 | 1177 | 1147 |
| Quellen: Cassini und INSEE |      |      |      |      |      |      |      |      |

## Sehenswürdigkeiten
- Kirche Saint-Julien aus dem Jahre 1555, seit 1961 Monument historique

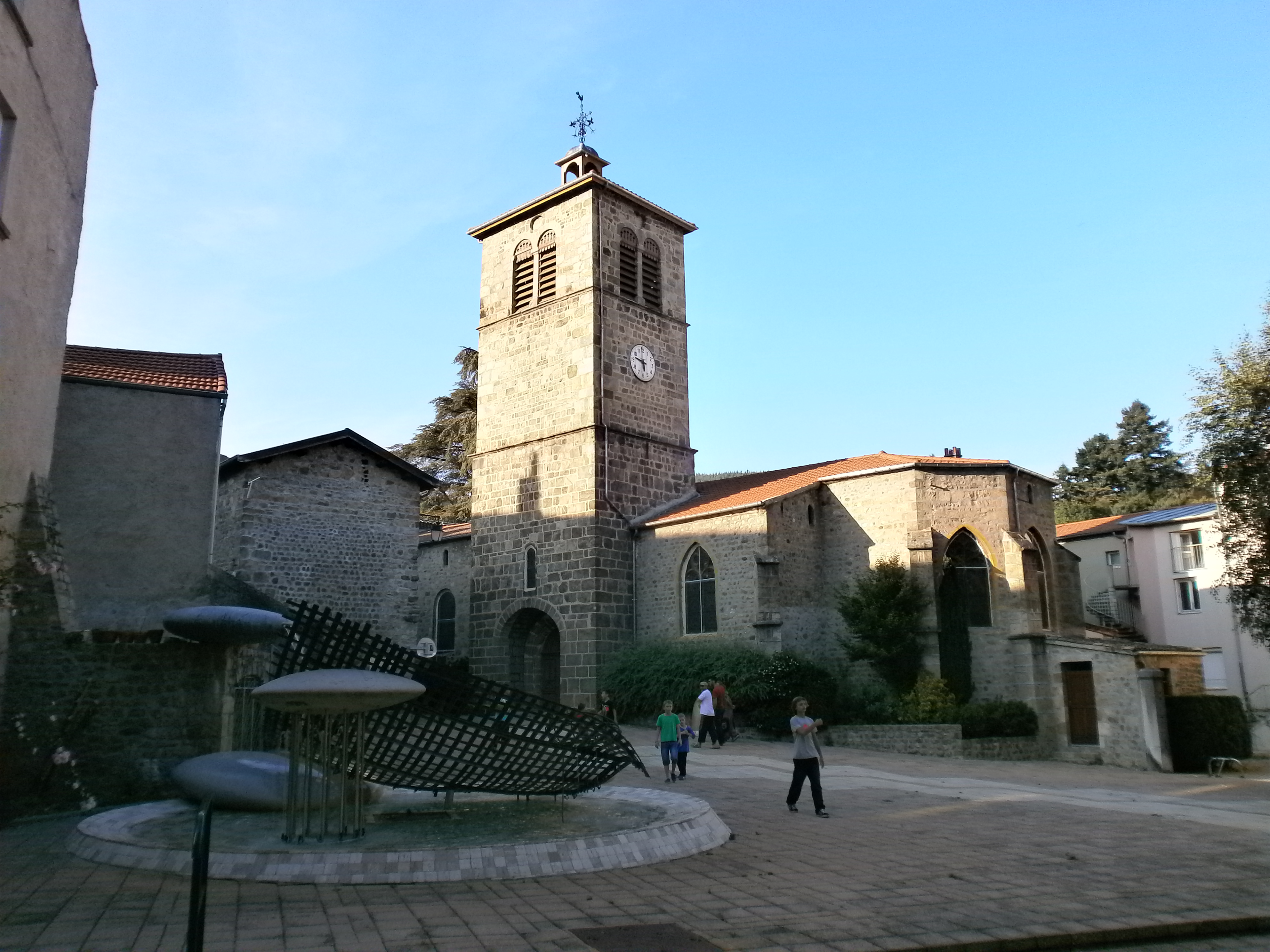
Kirche Saint-Julien

## Persönlichkeiten
- Louis Bancel (1926–1978), Bildhauer
- Michèle Bernard (* 1947), Liedermacherin